# جزيرة هانديوليوم
جزيرة هانديوليوم وهي جزيرة من جزر إندونيسيا، وتقع في إقليم بنتن، قبالة الساحل الغربي لجزيرة جاوه، ضمن منتزه أوجونغ كولون الوطني.